# Tuorla gård
Tuorla gård (finska: Tuorlan kartano) är en herrgård som ligger i Pikis i Sankt Karins i Finland. Gården är känd som födelsehem för den svenska författaren Fredrika Bremer och för sin långa historia som lantbruksskola. Numera drivs herrgården av Yrkesinstitutet Livia (tidigare Egentliga Finlands landsbygdsinstitut).
Herrgården ligger vid norra stranden av Pikisviken, i byn Tuorla längs den tidigare Helsingfors–Åbo-riksvägen, 13 kilometer från Åbo centrum. På gårdsområdet finns också Livias undervisningsbyggnader, studentbostäder samt Tuorla värdshus.

## Byggnader
Herrgårdens huvudbyggnad är uppförd på områdets högsta punkt, och dess äldsta delar kan härstamma från 1600-talet. Byggnaden har två våningar med envåningsflyglar, vilka byggdes på 1810-talet. Huvudbyggnaden renoverades under ledning av arkitekt Erik Bryggman 1929. Tuorla gårds ekonomibyggnader bildar som en mur mot landsvägen. I parken finns ett sädesmagasin från början av 1800-talet. Söder om de gamla byggnaderna uppfördes på 1980-talet en ny skolbyggnad, bostäder och ekonomibyggnader för lantbruksinstitutet.

## Historia
Tuorla herrgård var under medeltiden känd som Hulkkis-Tuorla och fungerade troligen som biskopens boskapsgård, vilket innebar att den var en del av biskopsborgen i Kustö, som låg på andra sidan viken. Det första skriftliga omnämnandet av Tuorla gård är från 1515. På 1500-talet konfiskerade Gustav Vasa katolska kyrkans egendom och beordrade att biskopsborgen skulle rivas. På 1600-talet blev Tuorla en förläning till ätten Sabelfana, men återfördes till kronan under den stora reduktionen år 1683 och blev då kronans rusthåll. År 1693 köptes herrgården av den Åbo-baserade handelsmannen Arppe. Tuorla ägdes av hans släkt fram till 1774, då den övergick till köpmannafamiljen Bremer. Tuorla gård ligger vid Stora strandvägen.
Under 1800-talet utvidgades herrgårdens odlingar och markägor av dess välbärgade ägare. Användningen av herrgården för utbildningsändamål går tillbaka till år 1885, då skogsvårdsinspektören Alfred Michael von Haartman grundade en tvåårig lantbruksskola där. På gården fanns även en trädgårdsskola för flickor och här hölls Finlands första kurser för kreatursskötterskor.
Skolans verksamhet upphörde 1908, och år 1924 köpte kommunalrådet Akseli Haikio Tuorla gård. Han donerade herrgården 1944 till Åbo universitet, som inrättade en ny lantbruksskola där. När egendomen övergick till staten 1974, öppnades åter en lantbruksskola och 1977 även en trädgårdsskola.
Numera använder Yrkesinstitutet Livia herrgårdens 155 hektar stora åkermarker, 423 hektar stora skogsområden och 3 500 kvadratmeter växthus för undervisning.
I närheten av herrgården ligger även Åbo universitets Tuorla observatorium och planetarium.